# Scatella vulgata
Scatella vulgata är en tvåvingeart som beskrevs av Cresson 1931. Scatella vulgata ingår i släktet Scatella och familjen vattenflugor. Inga underarter finns listade i Catalogue of Life.